# Josef Mifsud
Josef Mifsud (ur. 7 września 1984 w Sliemie) – maltański piłkarz grający na pozycji obrońcy. Obecnie jest zawodnikiem klubu Sliema Wanderers.

## Kariera piłkarska
Bonello jest wychowankiem maltańskiego klubu Sliema Wanderers. Latem 2003 roku przeniósł się do innego klubu grającego w maltańskiej ekstraklasie Msida Saint-Joseph. Z opinią jednego z najlepszych defensorów ligi w 2007 roku trafił do klubu Valletta FC, w którym występował przez dwa sezonu. Od 2009 roku znów jest graczem drużyny Sliema Wanderers.

## Kariera reprezentacyjna
Mifsud w reprezentacji Malty zadebiutował 22 sierpnia 2007 roku w towarzyskim meczu z Albanią. Zagrał wówczas całą pierwszą część gry. Do tej pory rozegrał w niej sześć meczów (stan na 4 maja 2013).
| Mecze i gole w reprezentacji | Mecze i gole w reprezentacji | Mecze i gole w reprezentacji | Mecze i gole w reprezentacji | Mecze i gole w reprezentacji | Mecze i gole w reprezentacji | Mecze i gole w reprezentacji |
| #                            | Data                         | Stadion                      | Rywal                        | Wynik                        | Gol                          | Rozgrywki                    |
| 2007                         | 2007                         | 2007                         | 2007                         | 2007                         | 2007                         | 2007                         |
| ---------------------------- | ---------------------------- | ---------------------------- | ---------------------------- | ---------------------------- | ---------------------------- | ---------------------------- |
| 1.                           | 22.08.2007                   | Tirana, Albania              | Albania                      | 0:3                          | 0                            | towarzyski                   |
| 2.                           | 12.09.2007                   | Attard, Malta                | Armenia                      | 0:1                          | 0                            | towarzyski                   |
| 3.                           | 17.11.2007                   | Ateny, Grecja                | Grecja                       | 0:5                          | 0                            | El. ME 2008                  |
| 2008                         |                              |                              |                              |                              |                              |                              |
| 4.                           | 04.02.2008                   | Attard, Malta                | Islandia                     | 1:0                          | 0                            | towarzyski                   |
| 5.                           | 26.03.2008                   | Attard, Malta                | Liechtenstein                | 7:1                          | 0                            | towarzyski                   |
| 6.                           | 20.08.2008                   | Tallinn, Estonia             | Estonia                      | 1:2                          | 0                            | towarzyski                   |

## Sukcesy
- Mistrzostwo Malty: 2003 (Sliema); 2008 (Valletta)
- Superpuchar Malty: 2008 (Valletta); 2009 (Sliema)